# Yoot Tower
Yoot Tower (Japans: The Tower II) is een computerspel dat werd ontwikkeld door OPeNBooK9003 en uitgegeven door Sega. Het spel kwam eerst in 1998 uit voor de Macintosh. Een jaar later volgde een release voor Microsoft Windows en in 2010 voor de iPad. Het is een vervolg op het spel SimTower (1995). Het spel is een gebouwensimulatie.

## Platforms
| Jaar | Platform  |
| ---- | --------- |
| 1998 | Macintosh |
| 1999 | Windows   |
| 2010 | iPad      |

## Ontvangst
| Beoordeeld door              | Platform  | Datum            | Score |
| ---------------------------- | --------- | ---------------- | ----- |
| macHOME                      | Macintosh | 1998             | 80%   |
| MacNN                        | Macintosh | 16 november 1998 | 80%   |
| Mac Game Gate                | Macintosh | 1998             | 80%   |
| IGN                          | Windows   | 20 mei 1999      | 78%   |
| Gaming Entertainment Monthly | Windows   | 29 mei 1999      | 62%   |
| Mac Addict                   | Macintosh | maart 1999       | 60%   |
| GameStar (Duitsland)         | Windows   | augustus 1999    | 53%   |
| GamePro (USA)                | Windows   | 1 januari 2000   | 50%   |
| Power Play                   | Windows   | mei 1999         | 48%   |
| GameSpot                     | Windows   | 5 mei 1999       | 40%   |